# Sheshatshiu Innu First Nation
De Sheshatshiu Innu First Nation is een stamoverheid (band government) van de Innu, een van de First Nations in Canada. De stamoverheid bestuurt Sheshatshiu, een indianenreservaat centraal in de regio Labrador. In 2019 telde de Sheshatshiu Innu First Nation 1.805 personen, waarvan er 1.600 in het reservaat woonden en 205 er buiten.

## Geschiedenis
De Sheshatshiu Innu werden in 2002 op basis van de Indian Act officieel erkend en een eigen bestuur toegekend door de Canadese federale overheid. De nederzetting Sheshatshiu werd in 2006 erkend als een federaal indianenreservaat. 
De gemeenschap heeft, net als de andere Labradorse Innu, sterk te lijden onder alcoholmisbruik, drugmisbruik en hoge zelfmoordcijfers. In oktober 2019 riep het bestuur een "zelfmoordcrisis" uit nadat er te Sheshatshiu tien mensen een zelfmoordpoging ondernamen in een handvol dagen. 